# Catharina Anna Grandon de Hochepied
Catharina Anna Grandon de Hochepied, född 1767, död 1803, var en ungersk och svensk adelsdam och amatörskådespelerska som 1786 blev den första kvinna som uppträdde på scen i det islamiska Istanbul.  
Född som barn till den ungerske greven Jan Daniel Grandon de Hochepied gifte hon sig med den svenske ambassadören i Turkiet, Gerhard von Heidenstam och flyttade med honom till Konstantinopel dvs nuvarande Istanbul. Heiienstam drev en teater på det svenska hotellet i staden, där man år 1786 uppförde den första italienska operan man sett i Turkiet inför 300 gäster, varav många turkar. Catharina deltog i föreställningen tillsammans med några andra kvinnliga amatörer, och blev därmed den troligen första kvinna som uppträdde på offentlig scen i Turkiet.   